# قصه ظهر جمعه
قصهٔ ظهر جمعه قدیمی‌ترین برنامه رادیو ایران است که از سال ۱۳۱۹ آغاز شد و تا به امروز ادامه دارد. این برنامه هر ظهر جمعه به نقل قصه‌ای منتخب می‌پردازد و مخاطبان بسیار در سنین مختلف یافته‌است.
انتشارات خردگان سال ۱۴۰۲ کتابی با عنوان "قصه ظهر جمعه، قصه‌های صبحی برای بچه‌ها" منتشر کرده که بنا بر گفته پدیدآورنده در مقدمه آن، مجموعه قصه‌‌هایی است که فضل‌الله مهتدی در برنامه رادیو ملی "قصه ظهر جمعه" برای شنوندگان می‌خواند و بعد در مجله رادیو ایران منتشر می‌شد. در این کتاب مقاله‌هایی درباره خود صبحی به قلم صاحب‌نظران آن دوران نیز منتشر شده است.

## تاریخچه
برنامه قصه ظهر جمعه توسط فضل‌الله مهتدی (صبحی) به فاصله یک هفته از آغاز پخش اخبار رادیو ایران، و یکماه از تأسیس رادیو ایران بنیانگذاری شد. صبحی خود حدود ۲۴ سال قصه گویی این برنامه را بر عهده داشت. پس از او به ترتیب علی جواهرکلام، ایرج گلسرخی، حمید عاملی و مصطفی موسوی گرمارودی هر یک از چند ماه تا حداکثر پنج سال، گویندگی این برنامه پر شنونده رادیویی را بر عهده گرفتند. آخرین قصه گوی این برنامه محمدرضا سرشار (رضا رهگذر) برای ۲۴ سال از ۲۲ بهمن ۱۳۶۰ تا ۱۵ مهرماه ۱۳۸۴ راوی داستان‌ها بود و رکورد کم‌نظیری از خود بر جای گذاشت.
وی دربارهٔ دلیل پایان قصه گویی اش بیان کرد که قبل از آنکه مخاطب از برنامه ایی سیر و روگردان شود باید به آن پایان داد.
برنامه در دهه ۶۰ بخصوص از برنامه‌های بسیار پرطرفدار رادیو بود. بر اساس یک نظرسنجی سازمان صدا و سیمای ایران این برنامه در سال ۱۳۶۳ دومین برنامه پرشنونده رادیو شناخته شد (پس از صبح جمعه با شما). تا آنجا که جمعی از دولتمردان جمهوری اسلامی نظیر میر حسین موسوی، سید علی خامنه‌ای، علی‌اکبر هاشمی رفسنجانی زمانی از شنوندگان آن بودند؛ و سرشار به خاطر اجرای داستان کوتاه دوستان که در آن بخش‌هایی از داستان را به زبان ترکی آذربایجانی تعریف کرده بود، حتی جایزه‌ای از آیت‌الله خامنه‌ای دریافت کرد.
دوره جدید این برنامه در گروه فرهنگ وادب طراحی و با روایت رضا خضرایی و تهیه کنندگی ندا حاجی اسماعیلی و مدیریت یدالله گودرزی از اول دی ۱۳۹۹ به روی آنتن رفته‌است.
آهنگسازی این کار زیبا بر عهده علی غلامعلی
بوده است